# Isaac Chelo
Isaac Chelo (in ebraico יצחק חילו‎?; noto anche come Hilo, Hilu oppure Khelo) (fl. XIV secolo) è stato un rabbino ed esploratore spagnolo vissuto a Larissa nel XIV secolo.
Ebreo sefardita, è famoso per un itinerario della Terra santa, pubblicato per la prima volta nel 1847. Tuttavia, il documento è ora comunemente considerato un falso del XIX secolo.
Nel 1847, il controverso studioso francese Carmoly pubblicò Les chemins de Jérusalem (Gli itinerari di Gerusalemme), che si proponeva di essere la descrizione di Gerusalemme e delle sette strade per giungere alla Città Santa, scritta da Chelo nel 1334. Una traduzione in inglese fu pubblicato da Elkan Nathan Adler nel 1930.
Carmoly affermò che il manoscritto ebraico originale si trovava nella sua biblioteca, ma quando la sua biblioteca fu esaminata dopo la sua morte esso non fu catalogato.
Nel 1925, Scholem esaminò la biblioteca rinvenne nove righe di testo in una copia del XVIII secolo. Scholem giudicò che l'itinerario fosse un falso, scritto o notevolmente ampliato dallo stesso Carmoly, poiché il testo presenta anacronismi, contraddizioni e citazioni di opere cabalistiche posteriori a Chelo. Questa valutazione fu condivisa da Dan Shapira, Joshua Prawer  e Yoel Elitsur.
Prawer aggiunse che non esisteva una comunità ebraica a Hebron nell'epoca in cui era descritta dall'itinerario, concludendo che «questo itinerario è purtroppo ancora citato da studiosi incauti, anche se la falsificazione è stata dimostrata quasi 50 anni fa».